# Україно-бразильська центральна репрезентація
Українсько-Бразильська Центральна Репрезентація'  (порт. Representação Central Ucraniano-Brasileira, тобто Українсько-бразильське центральне представництво) — безпартійна неприбуткова федеративна організація, яка представляє українську громаду Бразилії, є членом Світового конґресу українців. Об'єднує основні товариства і організації української діаспори.

## Історія
Перші об'єднання українців виникли ще у 1898 та 1910 роках. З часом в мсцях постійного проживання стали утворювати асоціації, організації й товариства. Згодом вони об'єднувалися в штатах та іншим територіальним принципом. Втім тривалий час була відсутня установа, яка б об'єднала усіх українських діаспорян Бразилії. Лише у 1985 році за ініціативою Голови Світового конгресу вільних українців (зараз Світовий Конґрес Українців) Петра Саварина створено Українсько-Бразильську Центральну репрезентацію (УБЦР) як представницький орган різних українських організацій в Бразилії при Всесвітній організації українців.

## Організація
Складається з президента, 4 віце-президентів, 2 секретарів, 2 скарбників, голови наглядової ради, та аудиторської комісії. Президент УБЦР обирається на 2 роки на загальних зборах представників організацій, що входять до Центральної Респрезентації. Осідок УБЦР розташовано у м.Куритиба. З 2003 року новим головою УБЦР є Вітторіо Соротюк.

## Членство
До складу УБЦР входять найбільші товариства та організації українців в Бразилії:
- Українське Товариство Бразилії (до квітня 2000 року — Хліборобсько-освітній союз), яке, у свою чергу, об'єднує Українсько-бразильський клуб, асоціації українських жінок і декоративно мистецтва, фольклорну групу «Барвінок», чоловічий хор «Гайдамаки», суботню школу імені Лесі Українки, музей історії української імміграції.
- Українсько-Бразильське Товариство «Соборність» (президент — Жорже Рибка);
- Товариство Прихильників Української Культури;
- Асоціація українсько-бразильської молоді.

Активно УБЦР співпрацюють Українська греко-католицька церква та Українська автокефальна православна церква, які розташовано в Бразилії.

## Діяльність
Діяльність УБЦР зосереджена, головним чином, у південній частині країни, тобто там, де проживає переважна більшість громадян українського походження. Спрямовуває свою роботу на підтримку та розвиток в Бразилії українських культурних, моральних та релігійних традицій: організувуються Фестивалі українських творчих колективів Бразилії, щорічне проведяться заходів та урочистих обідів на честь річниці Незалежності України, інших національних та державних свят України.
Протягом 2009—2010 років правлінням Українсько-Бразильської Центральної репрезентації проводилася копітка робота з перепису (кадастру) місцевих громадян українського походження. Після цього він постійно поповнювався. завдяки цьому відома, що кількість українців в Бразилії становить близько 500 тис. осіб.
Видає три газети, які виходять двома мовами — українською та португальською. «Праця» та «Місіонер» мають релігійне спрямування, а «Хлібороб» — світське.

## Голови УБЦР
- Афонсо Антонюк (1985—1993)
- Петро Єдін (1993—1995)
- Йосип Велгач (1995—2002)
- Вітторіо Соротюк (з 2003 — до тепер)

Значний внесок в діяльність мав Мар'ян Чайковський, багаторічний голова наглядової ради УБЦР.